# Muzio Vitelleschi
Muzio (Mutio) Vitelleschi (ur. 2 grudnia 1563 w Rzymie, zm. 9 lutego 1645 tamże) – generał jezuitów.
Pochodził ze szlacheckiej rodziny i wstąpił do zakonu wbrew jej woli. Pełnił kolejno funkcje profesora Kolegium Rzymskiego, rektora Kolegium Angielskiego oraz prowincjała neapolitańskiego i rzymskiego. Ponadto zasłynął jako mówca i współpracownik Bellarmina. Od 1615 aż do śmierci przełożony generalny. Za jego rządów Towarzystwo Jezusowe stało się jeszcze potężniejsze niż dotąd, zakładając m.in. misje w Tonkinie i Tybecie. Uregulował nauczanie etyki w duchu probabilizmu, czyli relatywnego liberalizmu. Nie mogąc zwalczyć gallikanizmu Richelieugo, zakazał francuskim podwładnym wypowiadać się na ten temat.